# Obesogammarus
Obesogammarus är ett släkte av kräftdjur som beskrevs av Jan Hendrik Stock 1974. Obesogammarus ingår i familjen Gammaridae.
Släktet innehåller bara arten Obesogammarus crassus.